# Deleaster grandiceps
Deleaster grandiceps är en skalbaggsart som beskrevs av Henry Frederick Wickham 1912. Deleaster grandiceps ingår i släktet Deleaster och familjen kortvingar. Inga underarter finns listade i Catalogue of Life.